# 未來突擊外殼技術頭盔
未來突擊外殼技術頭盔（英語：Ops-Core Future Assault Shell Technology Helmet，簡稱：FAST）是一種由美國陸軍開發，Gentex附屬公司Ops-Core生產的戰鬥頭盔。該頭盔旨在為特戰幹員在特種作戰中提供舒適度的同時亦具備基本的防彈功能。FAST頭盔目前普遍地裝備於各國的特種部隊和特種警察單位。此外，FAST頭盔目前亦是挪威國防軍的制式戰鬥頭盔。

## 歷史
FAST頭盔是美國陸軍研究所連同美國陸軍納提克士兵研究、開發和工程中心，以及項目執行辦公室在陸軍生產技術計劃（ManTech）下的研究成果。該計劃同時亦導致了美軍對其他頭盔，如：增強戰鬥頭盔的開發。
其“FAST頭盔”的名稱是由其生產商Ops-Core公司於2005年取用的。它最早於2009年的SHOT SHOW展覽中向公眾展示，並隨即獲得在阿富汗作戰的美軍特種作戰部隊所採用。

## 特點
與常規的制式軍用頭盔相比，FAST頭盔在重量上輕了25％，它也是最早運用了超高分子量聚乙烯纖維（UHMWPE）物料的頭盔，能夠有效阻擋發射9毫米魯格彈的槍械射擊。該頭盔採用Ops-Core公司生產的懸掛系統，用戶能夠方便的把頭盔調鬆或調緊，並達至最佳的舒適度。FAST頭盔在左右兩邊均設有ARC導軌可供用戶安裝電筒、抗噪耳機和通訊器材等裝備
，以及可在頭盔正中央的固定座上透過適配器安裝夜視儀或攝錄器材，從而為特種作戰增添更大戰術上的優勢。
頭盔上附有的魔鬼氈可供用戶貼上其所屬國的國旗、部隊或所屬機關，以及呼號和血型等相關的識別章。
Ops-Core原廠生產的FAST頭盔具有多種不同的塗裝可供用戶選擇。目前提供的塗裝包括：卡其色、葉綠色、軍綠色、黑色、城市灰色及多地形迷彩等。
另外基於其模塊化設計，除了軍警採用以外，不具防彈功能的民用版FAST頭盔亦廣受戶外運動人士以及記者和救災人員等外勤工作者的青睞。

## 型號
- FAST ST（前稱：FAST Ballistic）：最基本具備防彈功能的版本，材料使用了碳纖維和超高分子量聚乙烯，防彈盔殼比非防彈版本的一般盔殼要厚，厚度為0.29英寸（7.37毫米），防彈性能對17格令FSP為610公尺／秒（V50）。[7]
- FAST XP：ST的改進型，同時取代了LE，盔體材料比起ST多加入了芳綸纖維，在盔型、厚度及重量上均未改變，但防彈性能有所提升，對付17格令FSP為725公尺／秒（V50）。[8]新版的XP在盔型上有所變更，改為了超高切設計，防護面積甚至小於MT，但大於SF。
- FAST XR：最新推出版本，為XP的改良款，兩者在防護面積、厚度及重量上皆相同，但增加了防步槍彈的能力，防彈性能大幅提升到了對17格令FSP為991公尺／秒（V50），能夠抵擋初速732公尺／秒的123格令7.62×39mm鉛芯全金屬被甲彈。
- FAST MT（正式稱為FAST Maritime）：採用超高切盔型，進一步縮小了整體防護面積，與Ballistic版本的外觀主要區別為ARC導軌的長度及上面的凹位（Ballistic版本為4個，Maritime版本則有6個），厚度也縮小為0.253英寸（6.43毫米），因此重量比Ballistic版本要低，防彈性能則與ACH盔相同的對17格令FSP為670公尺／秒（V50）。[9]
- FAST SF：高性能演進版本的MT，取代原有的MT。防護面積比起MT又更進一步減少，厚度上也進一步縮小到了0.22英寸（5.58毫米），重量因此減輕了8％，防彈能力則提升至對17格令FSP為700公尺／秒（V50），同時保持了與FAST頭戴式附件的兼容性。[10]
  - FTHS：全稱為“戰術頭盔家族系統”（Family of Tactical Headborne Systems），為美國特種作戰司令部於2019年採用的SF，主要區別在於盔殼上的魔術貼不同。
- FAST RF1：通過NIJ 0101.07 RF1標準具有對付步槍彈的能力。盔型上同SF，但厚度增加到了0.4英吋(10.16毫米)，因此重量大幅增加，為FAST全系列中最重，同時防彈能力對17格令FSP也大幅提升為1,341公尺／秒（V50），能抵擋初速847公尺／秒的7.62×51mm NATO M80全金屬被甲彈、990公尺/秒的5.56×45mm NATO M193全金屬被甲彈和725公尺／秒的7.62×39mm軟鋼芯全金屬被甲彈。[11]
- FAST SX：廉價版本的ST，盔型、厚度同ST，材料改使用碳纖維和芳綸纖維，因此重量較重，防彈性能同ACH盔為對17格令FSP為670公尺／秒（V50）。[12]
- FAST LE：更新版本的SX，材料改只使用芳綸纖維，盔型、厚度、重量和防彈性能各方面都相同於SX。[13]
- FAST Carbon：盔殼以碳纖維物料製成，不具備防彈功能，盔形同FAST ST、XP，其頂部兩邊各有4個通風孔。
- FAST SF Carbon：採用與SF相同超高切盔型的的Carbon。
- FAST Bump（前稱：FAST Base Jump）：不具備防彈功能，為Carbon的廉價版本，盔殼頂部兩邊各有4個通風孔，中央的夜視儀／攝像儀固定座改為一體化設計。

## 仿製型或改良型

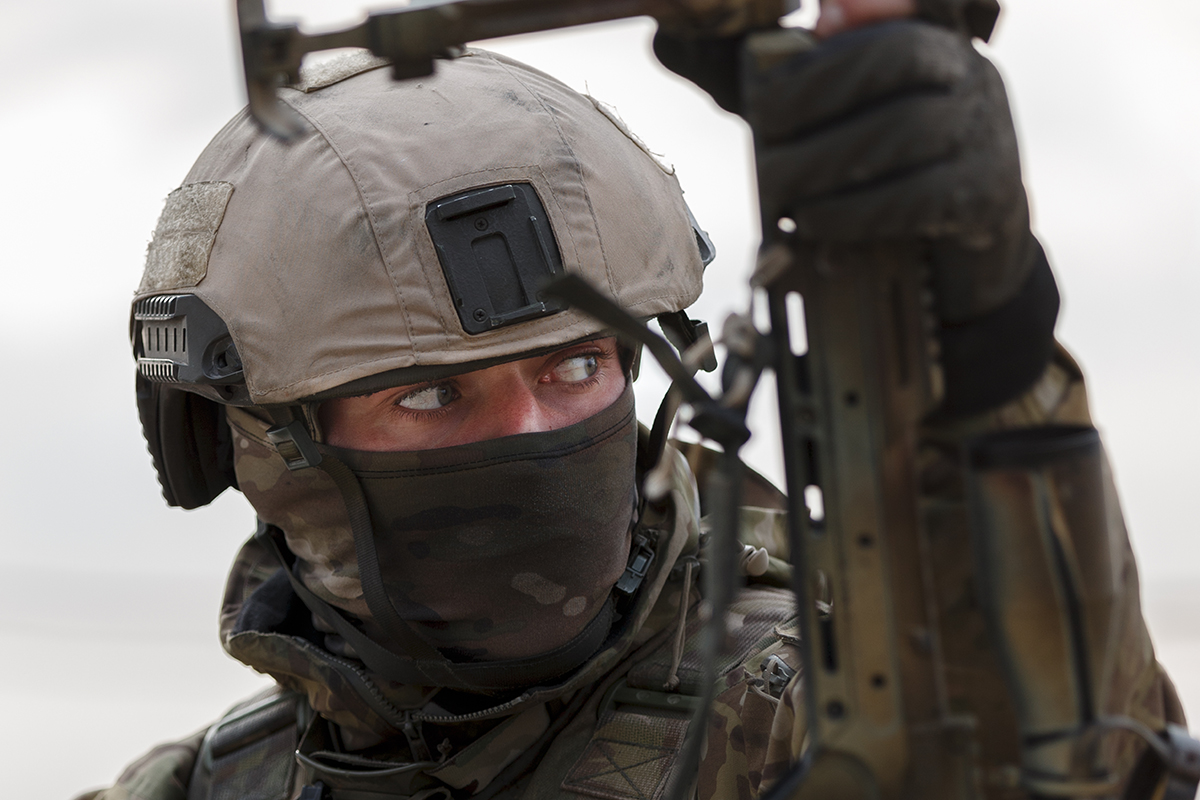
一名佩戴LSHZ 1+頭盔的SSO幹員

基於FAST頭盔已普遍獲多國採用，多個國家（包括：中華人民共和國和俄羅斯）均已成功仿製或開發出自己版本的FAST頭盔或類似的產品供其特種部隊和特警單位採用，甚至還用於出口。另有一些廠商推出用於生存遊戲的廉價複刻版本。不過大部份仿製品均未獲Ops-Core原廠授權，防彈性能也普遍地比正版遜色或根本沒有防彈功能。以下是部份FAST的衍生物：
- LSHZ 1+：俄羅斯Armocom公司生產的型號，與FAST相比盔殼較扁圓，而且夜視儀固定座採用俄羅斯標準而非美軍標準。目前獲聯邦安全局和俄羅斯聯邦武裝力量特種作戰部隊的採用。
- Classcom TOR：俄羅斯Classcom公司生產的型號。
- 5.45 Design Spartanets I：俄羅斯5.45 Design公司推出的型號，殼盔與FAST非常相似，但採用Team Wendy設計的懸掛系統。目前主要獲聯邦安全局的特種部隊大量採用。

## 使用者
- 阿富汗
  - 阿富汗國民軍特種部隊
  - 阿富汗內務部警察特別單位總司令部：採用卡其色及Multicam塗裝FAST Ballistic。
  - 阿富汗國家安全局
- 阿富汗伊斯蘭酋長國
  - 伊斯蘭酋長國軍特種部隊
  - 阿富汗內務部警察特別單位總司令部：繼承自前朝同部隊的卡其色及Multicam塗裝FAST Ballistic。
  - 情報總局（英语：General Directorate of Intelligence）
- 阿尔巴尼亚
  - 阿爾巴尼亞地面部隊（英语：Albanian Land Forces）特種作戰團（英语：Special Operations Regiment (Albania)）
- 阿尔及利亚
  - 阿爾及利亞人民國家軍（英语：Algerian People's National Army）
- - 澳洲國防軍
    - 特種作戰司令部：裝備卡其色FAST Ballistic及FAST Carbon，其中前者已被空氣框架頭盔所取代。
    - 澳洲皇家空軍

  - 澳洲聯邦警察
  - 各地方警察局的警察戰術組（英语：Police Tactical Group）
- 奥地利
  - 奥地利聯邦軍獵人突擊隊
  - 奧地利聯邦內務部眼鏡蛇作戰司令部
- - 阿塞拜疆武裝部隊特種部隊
  - 阿塞拜疆共和國內務部（英语：Ministry of Internal Affairs (Azerbaijan)）
- 比利时
  - 比利時地面部隊（英语：Belgian Land Component）
    - 特種作戰團（英语：Special Operations Regiment (Belgium)）
      - 特種部隊群
- - 特警單位
- 巴西
  - 巴西武裝部隊特種部隊
  - 巴西聯邦警察戰術行動司令部（英语：Comando de Operações Táticas）
- 加拿大
  - 加拿大特種作戰部隊司令部：曾裝備卡其色FAST Ballistic，已被Galvion Viper Batlskin ACF High Cut所取代。
  - 加拿大皇家海軍
  - 皇家加拿大騎警緊急應變隊（英语：Emergency Response Team (RCMP)）
- 智利
  - 智利特種部隊（英语：Special Forces of Chile）
- 中华人民共和国：含仿製型。
  - 中國人民解放軍特種部隊
  - 中華人民共和國人民警察特警單位
  - 中國人民武裝警察部隊特戰隊
- 中華民國
  - 中華民國憲兵特勤隊
  - 內政部警政署維安特勤隊
  - 部份地方警察局所屬霹靂小組單位
- 哥伦比亚
  - 哥倫比亞軍隊（英语：Military Forces of Colombia）特種部隊
- 丹麦
  - 丹麥國防軍特種作戰司令部（英语：Special Operations Command (Denmark)）
  - 丹麥國家警察（英语：Rigspolitiet）警察行動部隊
- - 多明尼加共和國武裝部隊特種部隊
- - 厄瓜多武裝部隊（英语：Armed Forces of Ecuador）特種部隊
- 薩爾瓦多
  - 薩爾瓦多武裝部隊（英语：Armed Forces of El Salvador）特種部隊
- 爱沙尼亚
  - 愛沙尼亞國防軍
    - 愛沙尼亞特種作戰部隊（英语：Estonian Special Operations Force）

  - 愛沙尼亞警察和邊防衛隊部（英语：Police and Border Guard Board）
    - K突擊隊（英语：K-Commando）
- 芬兰
  - 芬蘭陸軍烏蒂·獵兵團（英语：Utti Jaeger Regiment）
  - 芬蘭海軍特種作戰分隊
  - 芬蘭邊防衛隊（英语：Finnish Border Guard）特別干預單位
  - 芬蘭警察（英语：Police of Finland）快速應變單位（英语：Police Rapid Response Unit (Finland)）
- 法國
  - 法國武裝部隊
    - 法國陸軍
    - 特種作戰司令部（英语：Special Operations Command (France)）
    - 國家憲兵干預組

  - 法國共和國衛隊
  - 法國國家警察
  - 對外安全總局
    - 行動部門（英语：Action Division）
- 德国
  - 德國聯邦國防軍
    - 德國陸軍
      - 空降獵兵
      - 特種部隊司令部
      - 具備進階技能陸軍特別部隊（英语：EGB Forces）

    - 德國海軍
      - 海軍特種部隊司令部（英语：Kommando Spezialkräfte Marine）

  - 德國聯邦警察GSG 9
  - 德國邦警察（英语：Landespolizei）特別行動突擊隊
- 希腊
  - 希臘陸軍第13特種作戰司令部（英语：13th Special Operations Command）
  - 希臘海軍水下爆破司令部（英语：Underwater Demolition Command）
- 海地
  - 特警單位
- 香港
  - 香港警務處
    - 特別任務連：自2015年左右起採用黑色塗裝FAST XP High Cut及FAST Bump，其中XP High Cut自2023年開始被中國製的FAST仿製型，固固飛虎系列防彈盔所取代。
    - 反恐特勤隊：採用繼承自鐵路應變部隊的黑色塗裝FAST XP High Cut及韓國KCI公司仿製版FAST。
    - 機場特警組：採用黑色塗裝FAST XP High Cut。
    - 鐵路應變部隊：採用黑色塗裝FAST XP High Cut及韓國KCI公司製仿製版FAST。
    - 跟蹤支援隊：採用黑色塗裝FAST Carbon及FAST Bump。
    - 小艇分區
    - 特別戰術小隊：採用FAST Bump及黑色塗裝FAST XP High Cut（主要是來自特別任務連的隊員使用）。

  - 懲教署
    - 懲教緊急應變隊
    - 區域應變隊

  - 飛行服務隊
- 印度
  - 國家安全衛隊（英语：National Security Guard）
  - 印度武裝部隊特種部隊
- 印度尼西亞
  - 印尼陸軍特種作戰司令部（英语：Kopassus）
  - 印尼國家警察（英语：Indonesian National Police）88特別分隊
  - 特警單位
- 伊拉克库尔德斯坦
  - 佩什梅格特種部隊
- 愛爾蘭
  - 愛爾蘭陸軍遊騎兵聯隊
- 義大利
  - 義大利特種部隊（英语：Italian special forces）
- 以色列
  - 以色列國防軍偵察單位（英语：Special forces of Israel）
  - 以色列國境警察特勤隊
  - 以色列監獄局（英语：Israel Prison Service）
- - 象牙海岸共和國武裝部隊（英语：Armed Forces of the Republic of Ivory Coast）特種部隊
- 日本
  - 陸上自衛隊
    - 第1空挺團
    - 水陸機動團
    - 特殊作戰群

  - 海上自衛隊
    - 特別警備隊

  - 航空自衛隊
- - 哈薩克共和國特種作戰部隊（俄语：Силы специальных операций Республики Казахстан）
  - 哈薩克共和國國家安全委員會（英语：National Security Committee (Kazakhstan)）獅子特種部隊
- - 肯尼亞國防軍特種部隊
- - 大韓民國陸軍
    - 特戰司令部
    - 突擊隊（英语：Commandos of the Republic of Korea Army）

  - 大韓民國海軍特戰戰團
  - 大韓民國空軍
  - 韓國軍事警察特別任務隊
  - 警察廳警察特攻隊
  - 海洋警察廳海洋警察特攻队
- 科索沃
  - 科索沃警察
- 拉脫維亞
  - 拉脫維亞國家武裝部隊特別任務單位（英语：Latvian Special Tasks Unit）
  - 拉脫維亞國家警察（英语：State Police (Latvia)）歐米茄反恐部隊（英语：OMEGA (counterterrorism unit)）
- 立陶宛
  - 立陶宛军队
    - 立陶宛特種作戰部隊（英语：Lithuanian Special Operations Force）
- 盧森堡
  - 大公國警察（英语：Grand Ducal Police）特別單位（英语：Unité Spéciale de la Police）
- 马来西亚
  - 馬來西亞陸軍特種部隊（英语：Gerak Khas (Malaysian Army unit)）
  - 馬來西亞皇家海軍特種作戰部隊
  - 馬來西亞皇家空軍特種空勤團
  - 馬來西亞皇家警察
    - 特別行動指揮部
    - 對有組織犯罪特別任務部隊（英语：Special Task Force On Organised Crime）

  - 馬來西亞監獄局
  - 柔佛御林軍
- 澳門
  - 治安警察局
- 馬爾他
  - 馬耳他武裝部隊（英语：Armed Forces of Malta）第1團（英语：1st Regiment of the Armed Forces of Malta）C連
- 墨西哥
  - 墨西哥特種部隊（英语：Mexican Special Forces）
  - 墨西哥聯邦警察（英语：Federal Police (Mexico)）
- 摩尔多瓦
  - 摩爾多瓦陸軍（英语：Moldovan Ground Forces）特種部隊
- 荷蘭
  - 荷蘭皇家陸軍突擊隊軍團（英语：Korps Commandotroepen）
  - 荷蘭海軍陸戰隊海上特種作戰部隊（英语：Netherlands Maritime Special Operations Forces）
  - 荷蘭皇家憲兵隊特別保安任務旅（英语：Brigade Speciale Beveiligingsopdrachten）
  - 荷蘭國家警察部隊（英语：Law enforcement in the Netherlands）特別干預局（英语：Dienst Speciale Interventies）
- 新西兰
  - 紐西蘭陸軍特種空勤團
- 奈及利亞
  - 奈及利亞武裝部隊特種部隊
- 北馬其頓
  - 特警單位
- 挪威
  - 挪威國防軍（為所有單位的制式頭盔）
  - 挪威警察應急部隊
- 巴基斯坦
  - 巴基斯坦陸軍特勤組（英语：Special Service Group）
  - 巴基斯坦海軍特勤組（英语：Special Service Group (Navy)）
  - 巴基斯坦空軍特勤聯隊（英语：Special Service Wing）
- 秘魯
  - 秘魯武裝部隊特種部隊
- 菲律賓
  - 菲律賓陸軍特種部隊團（英语：Special Forces Regiment (Philippine Army)）
  - 菲律賓空軍第710特種作戰聯隊（英语：710th Special Operations Wing）
  - 菲律賓海軍特種作戰群（英语：Naval Special Operations Group）
  - 菲律賓國家警察特別行動部隊（英语：Special Action Force）
  - 菲律賓海巡署特別行動組
- 波蘭
  - 波蘭武裝力量
    - 波蘭憲兵（英语：Military Gendarmerie (Poland)）
    - 特種軍司令部（英语：Polish Special Forces）

  - 波蘭警察中央調查局（英语：Centralne Biuro Śledcze Policji）
- 葡萄牙
  - 葡萄牙陸軍（英语：Portuguese Army）
    - 特種作戰部隊中心（英语：Special Operations Troops Centre）
    - 突擊團（英语：Commandos (Portugal)）
    - 傘兵部隊（英语：Portuguese Paratroopers）

  - 治安警察局（英语：Polícia de Segurança Pública）特別行動組
- - 卡塔爾武裝部隊特種部隊
- 羅馬尼亞
  - 羅馬尼亞武裝部隊（英语：Military of Romania）特種部隊
- 俄羅斯
  - 俄羅斯聯邦武裝力量
    - 特種作戰部隊司令部：有限使用FAST Carbon。

  - 俄羅斯聯邦安全局
    - 區域特別用途部隊
    - 特別用途中心：有限使用FAST Ballistic，目前大多已被俄羅斯製的FAST仿製型所取代。

  - 俄羅斯聯邦國家近衛軍
    - 部份地區的特別迅速應變分隊

  - 俄羅斯聯邦對外情報局
    - 屏障特種部隊：有限使用FAST Carbon。
- 沙烏地阿拉伯
  - 沙特皇家武裝部隊特種部隊（少量採用FAST Bump）
- 塞爾維亞
  - 塞爾維亞憲兵眼鏡蛇特種作戰旅（英语：Cobras (Serbia)）
  - 塞爾維亞警察（英语：Police of Serbia）反恐特別部隊
- 新加坡
  - 新加坡警察部隊辜加警察團（英语：Gurkha Contingent）
- 斯洛伐克
  - 斯洛伐克武裝部隊第5特種作戰團（英语：5th Special Operations Regiment (Slovakia)）
- 所罗门群岛
  - 索羅門群島皇家警察部隊
- - 索馬里國家陸軍（英语：Somali National Army）特種部隊
- 西班牙
  - 西班牙陸軍（英语：Spanish Army）特種作戰司令部（英语：Special Operations Command (Spain)）
  - 西班牙海軍特種作戰部隊（英语：Fuerza de Guerra Naval Especial）
  - 西班牙空軍傘降工兵中隊
- 瑞典
  - 瑞典國防軍
    - 特別行動任務組
    - 游騎兵單位

  - 瑞典軍事情報及安全總局（英语：Director of Military Intelligence and Security (Sweden)）
  - 瑞典警察局（英语：Swedish Police Authority）
    - 國家特遣隊（英语：National Task Force）
    - 地區強化特遣隊（英语：Reinforced Regional Task Force）
- 瑞士
  - 瑞士陸軍第10陸軍偵察分隊
  - 瑞士軍隊憲兵特別支隊
  - 特警單位
- 泰國
  - 泰國皇家陸軍
    - 泰國皇家陸軍特種作戰司令部（英语：Royal Thai Army Special Warfare Command）：有限使用，目前主要使用空氣框架頭盔。

  - 特警單位
- 突尼西亞
  - 突尼斯國民警衛隊（英语：Tunisian National Guard）
    - 國民警衛隊特別單位（英语：Unité Spéciale – Garde Nationale）
- - 土庫曼斯坦武裝部隊特種部隊
- 土耳其
  - 土耳其共和國總參謀部（英语：General Staff of the Republic of Turkey）特種部隊司令部（英语：Special Forces Command (Turkey)）
  - 土耳其海军
    - 水下攻堅部隊（英语：Underwater Offence (Turkish Armed Forces)）
    - 水下防衛部隊（英语：Underwater Defence (Turkish Armed Forces)）

  - 土耳其空軍
    - 戰鬥搜索和救援部隊（英语：Combat Search and Rescue (Turkish Armed Forces)）

  - 憲兵總司令部（英语：Gendarmerie General Command）
    - 憲兵特種作戰部隊（英语：Gendarmerie Special Operations）
    - 憲兵特別公眾安全司令部（英语：Gendarmerie Special Public Security Command）
- 乌克兰
  - 烏克蘭武裝力量
    - 特種作戰部隊
    - 國土防衛軍

  - 烏克蘭國民衛隊
  - 烏克蘭國家警察
  - 烏克蘭安全局
    - 阿爾法小組：有限使用，目前主要使用烏克蘭國產頭盔UArms Tor-D。

  - 烏克蘭邊防局
- 阿联酋
  - 阿拉伯聯合酋長國武裝部隊
- 英国
  - 英國陸軍
    - 第16空中突擊旅探路排（英语：Pathfinder Platoon）：採用Multicam塗裝FAST Maritime。
    - 第148（密鐵拉）炮台皇家炮兵團（英语：148 (Meiktila) Battery Royal Artillery）：採用Multicam塗裝FAST Maritime。
    - 游騎兵團：採用Multicam塗裝FAST Maritime。

  - 英國皇家海軍陸戰隊：採用Multicam塗裝FAST Maritime及FAST SF。
  - 英國特種部隊：採用Multicam塗裝FAST Maritime、FAST SF及FAST Carbon。
  - 英國交通警察
  - 倫敦都市警部特種槍械司令部：採用黑色塗裝FAST XP High Cut。
  - 地方武裝警察單位
- 美国
  - 美國武裝部隊
    - 美國海軍陸戰隊：有限採用卡其色塗裝FAST XP High Cut及FAST Bump，目前主要裝備高切版增強型戰鬥頭盔。
    - 美國特種作戰司令部：採用多種版本，包括：FAST Ballistic、FAST Maritime、FAST Bump及FTHS等。
    - 各軍種憲兵所屬特別應變隊
    - 美國海岸防衛隊：採用Multicam塗裝FAST Maritime及卡其色塗裝FTHS。

  - 聯邦調查局人質拯救隊：目前跟AMP-1、Team Wendy EXFIL及空氣框架頭盔一同使用。
  - 美國法警局
  - 美國緝毒局
  - 美國邊境巡邏隊
  - 美國菸酒槍炮及爆裂物管理局
  - 美國特勤局
  - 中央情報局
  - 美國聯邦監獄局
  - 大量地方警察機關及執法單位
    - 洛杉磯警察局特種武器和戰術部隊：採用黑色塗裝FAST Ballistic及FAST XP High Cut，目前正被Team Wendy EXFIL頭盔取代中。
    - 紐約市警察局：採用黑色塗裝FAST XP High Cut。

## 圖片集

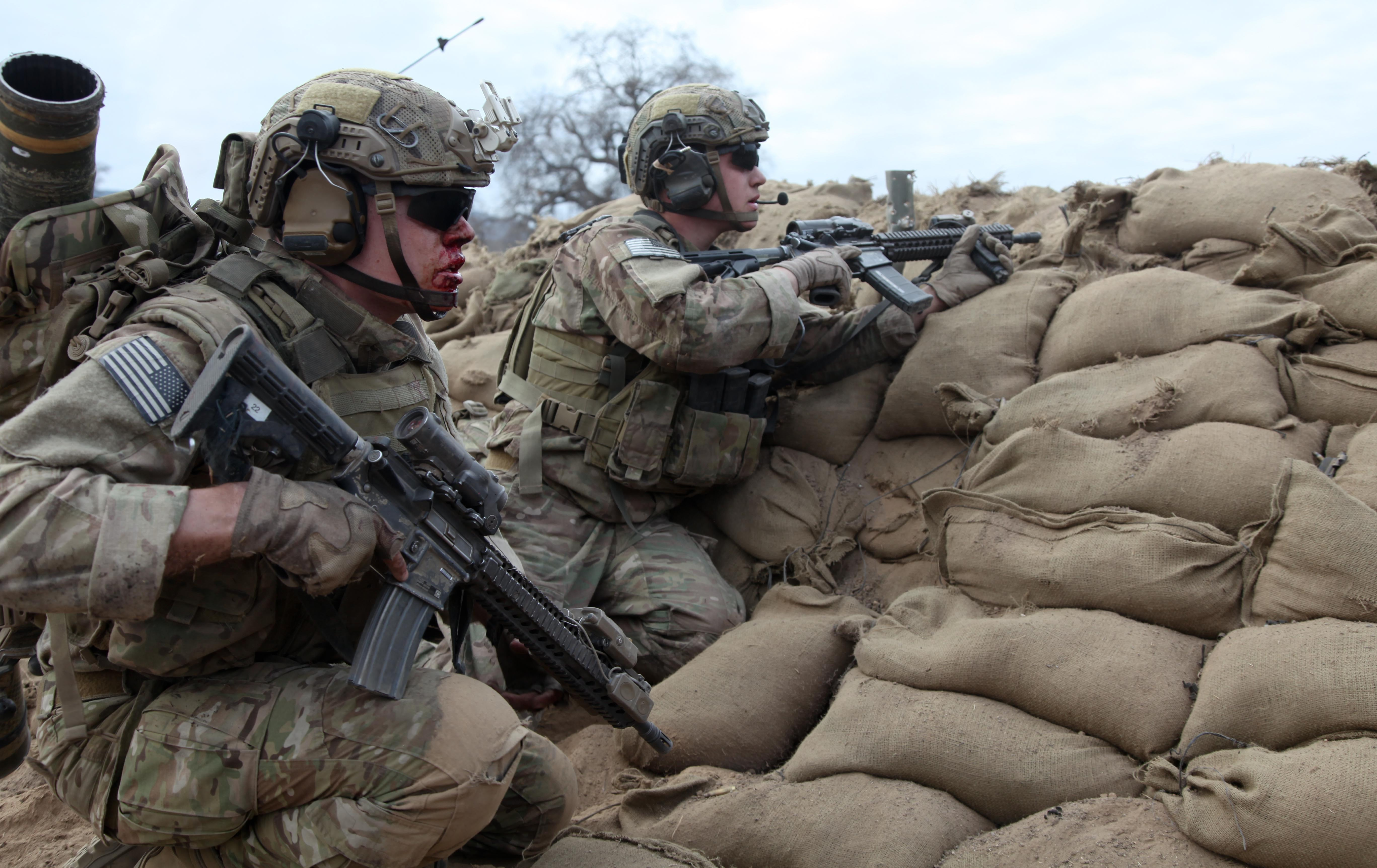
美國陸軍第75遊騎兵團
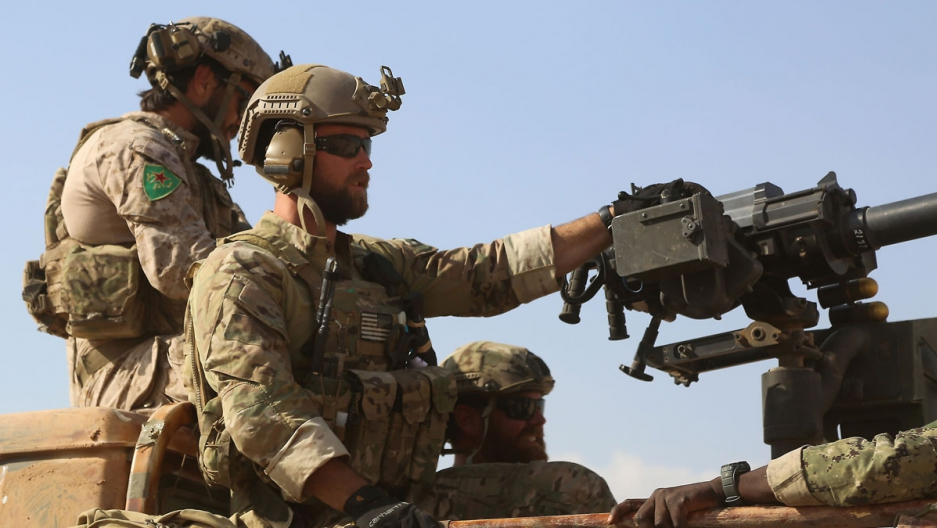
美國陸軍特種部隊
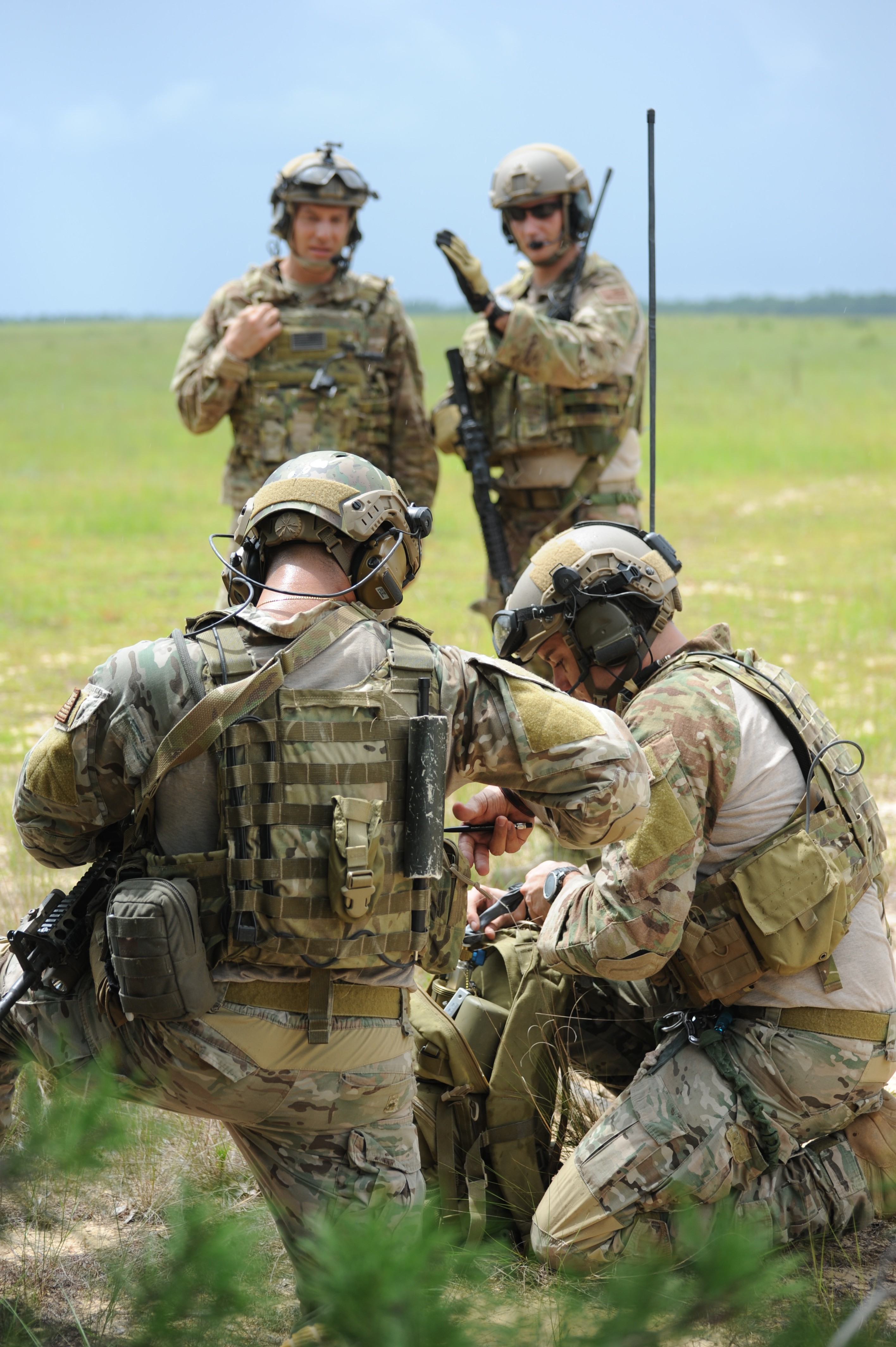
美國空軍特戰幹員
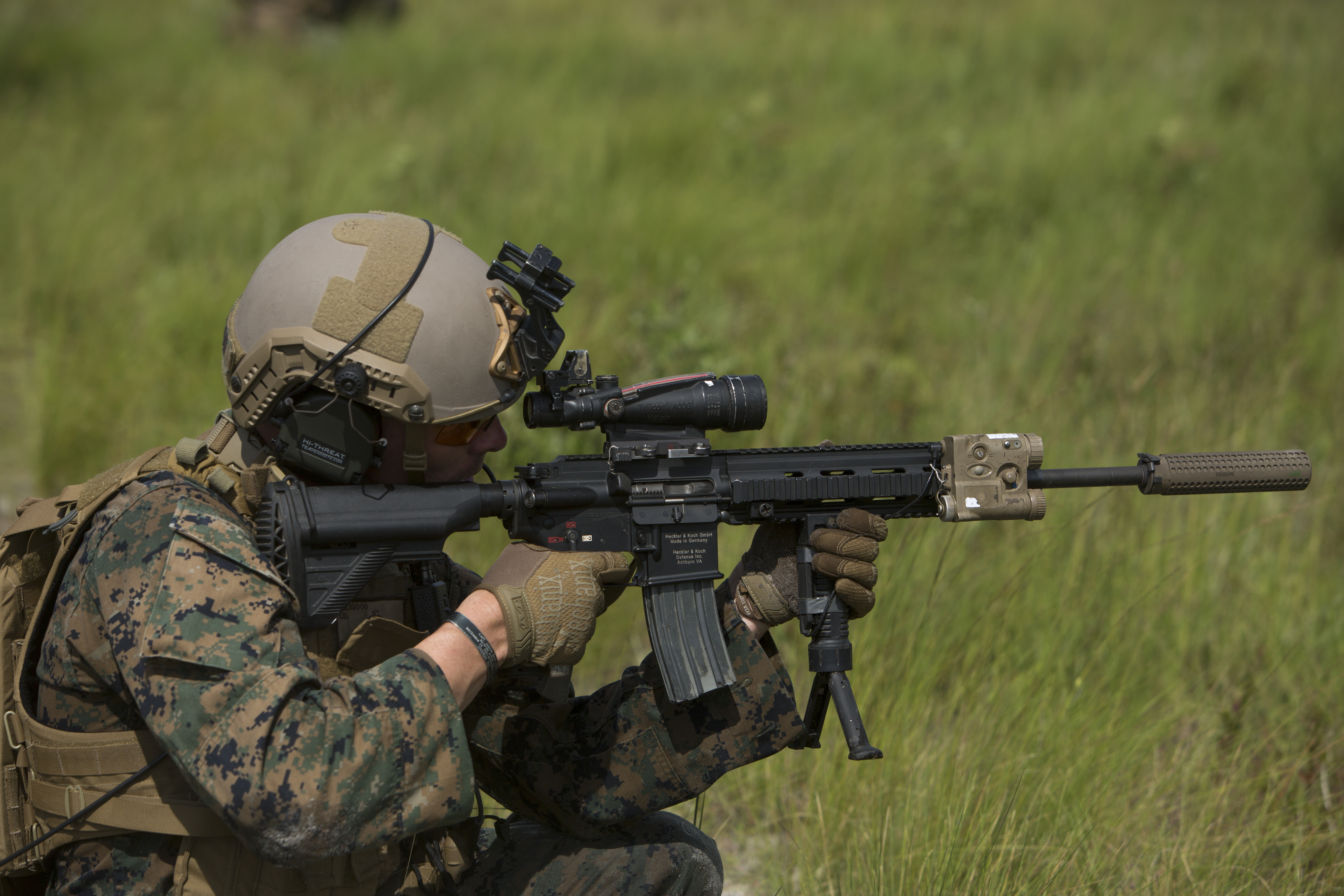
美國海軍陸戰隊
美國海軍陸戰隊關鍵技能幹員
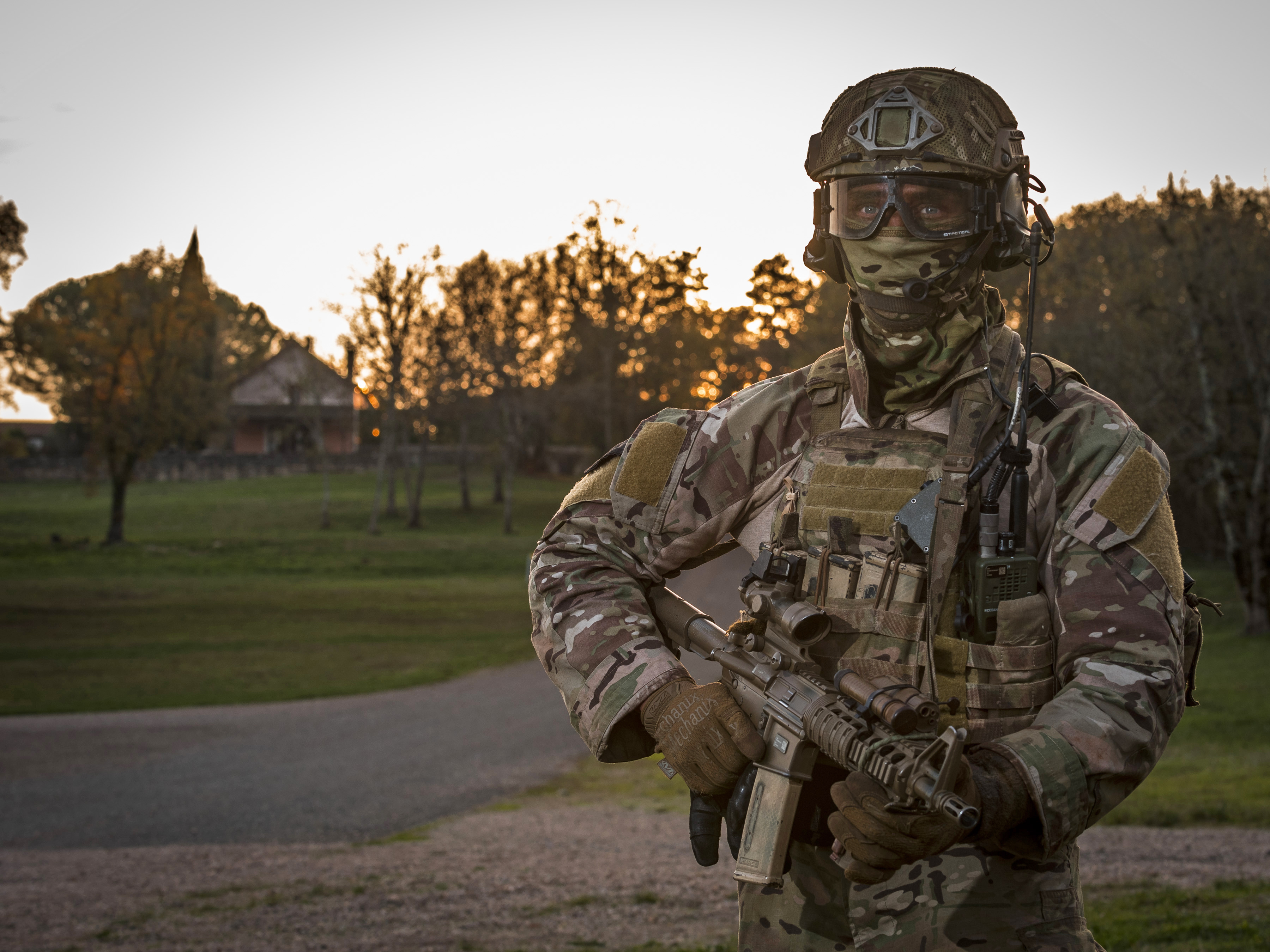
英國陸軍第16空中突擊旅所屬的一名探路兵
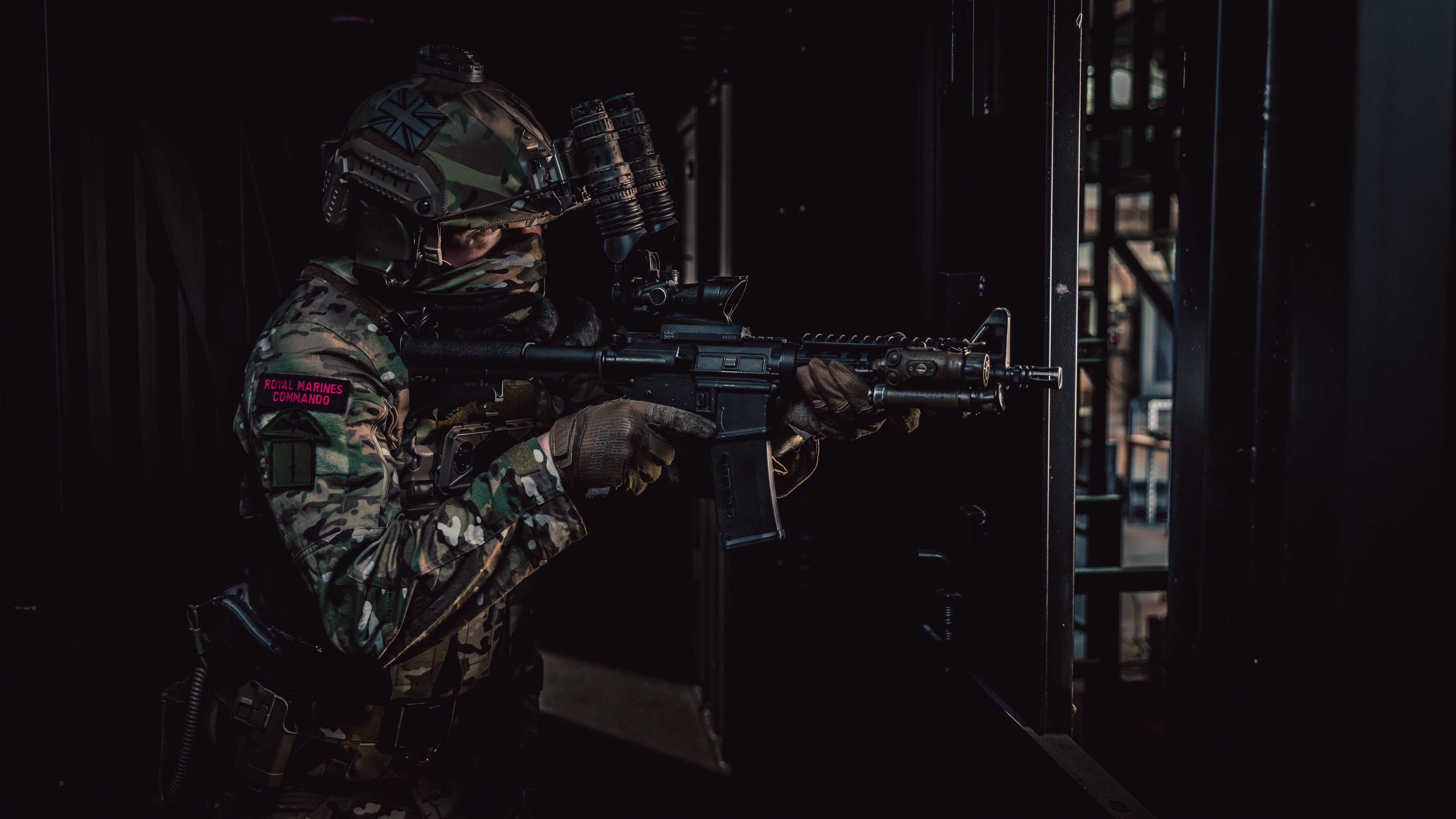
英國皇家海軍陸戰隊
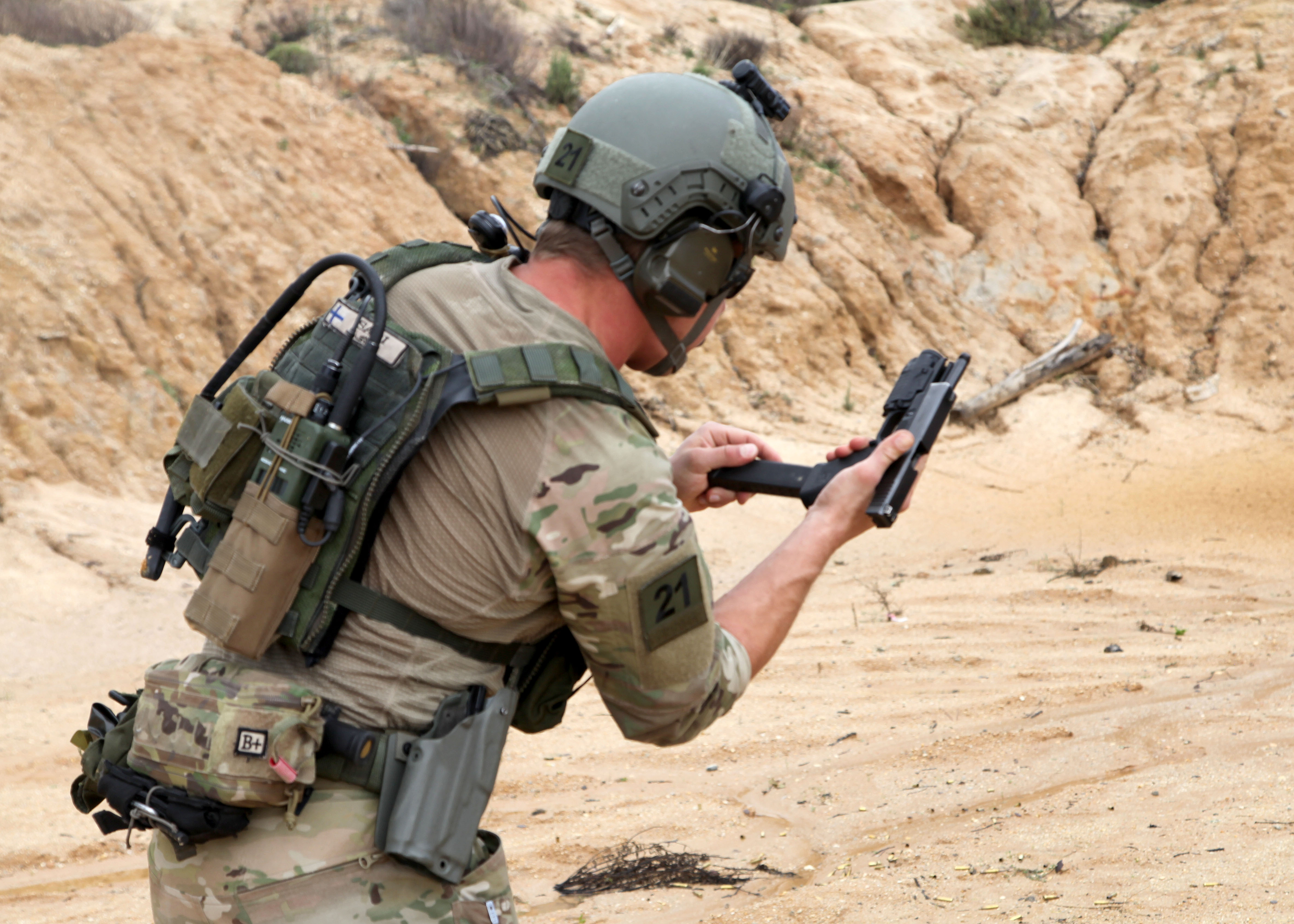
芬蘭海軍特種部隊
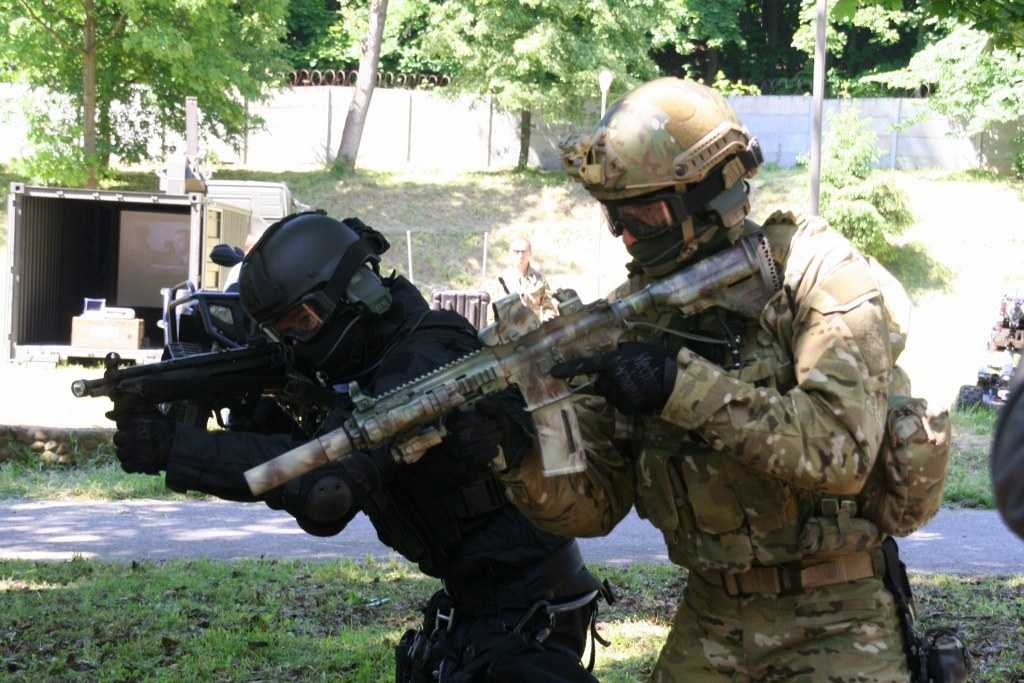
波蘭武裝力量行動應變及機動組
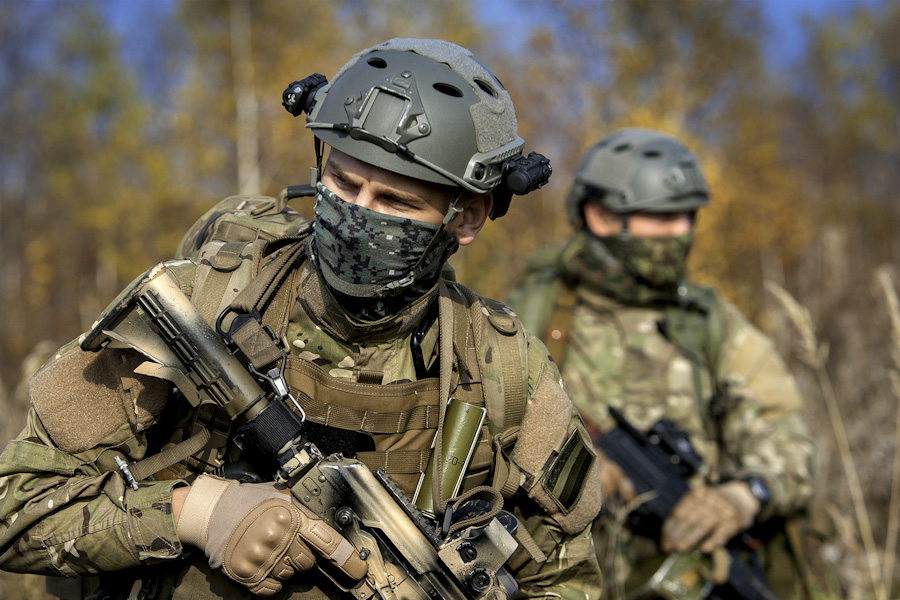
俄羅斯聯邦軍隊特種作戰部隊
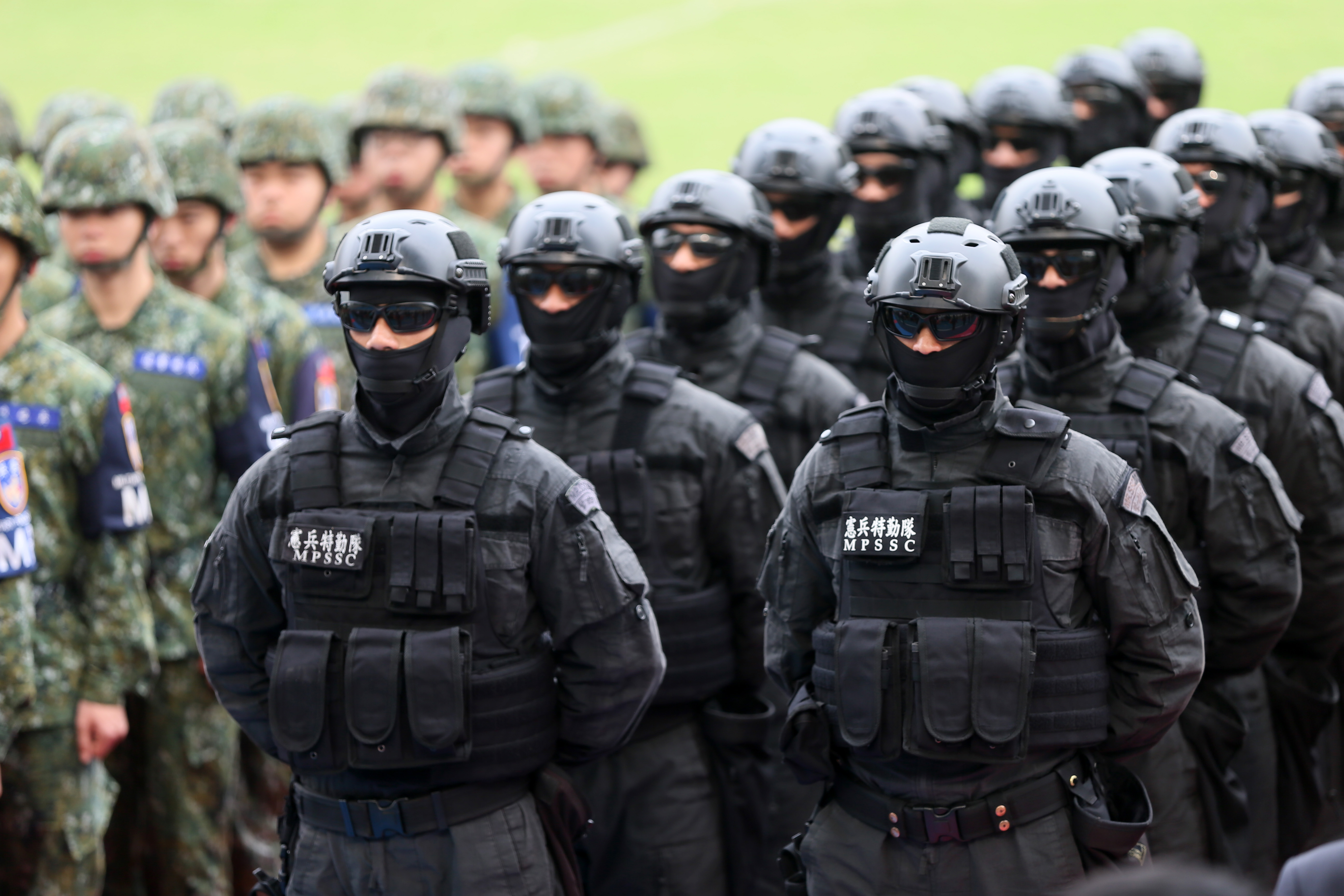
中華民國憲兵特勤隊隊員
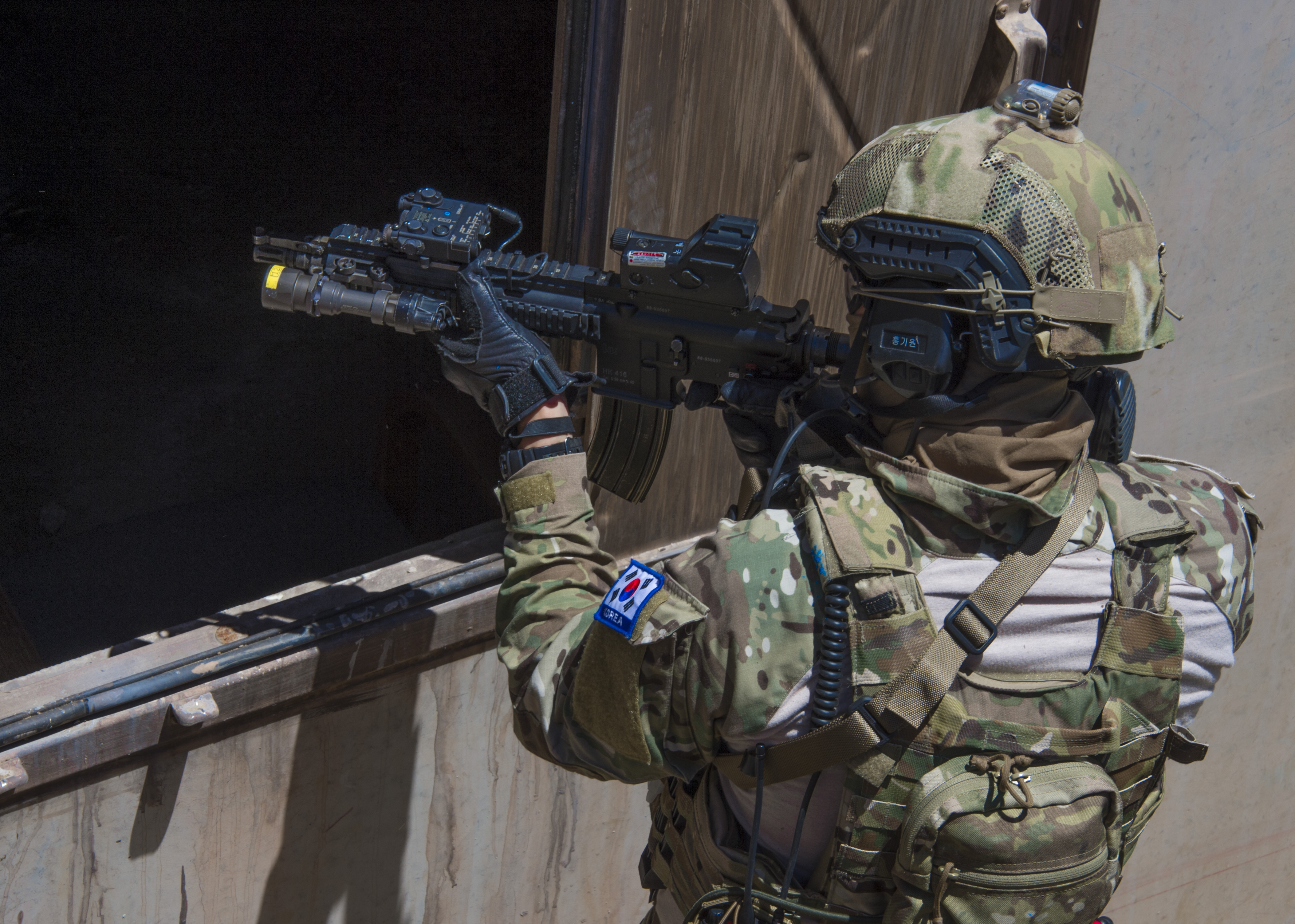
大韓民國海軍特戰戰團
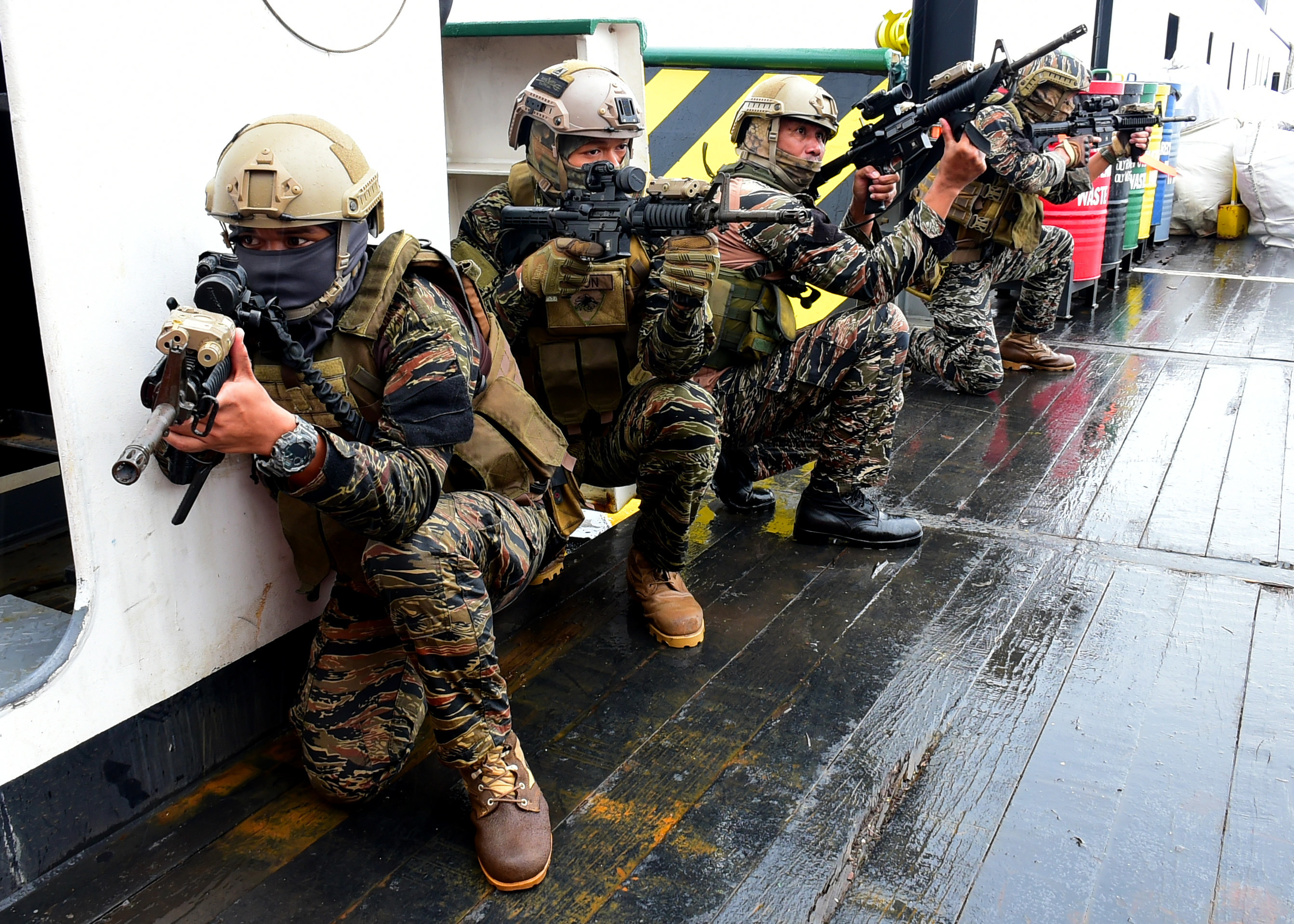
菲律賓海軍特種作戰群
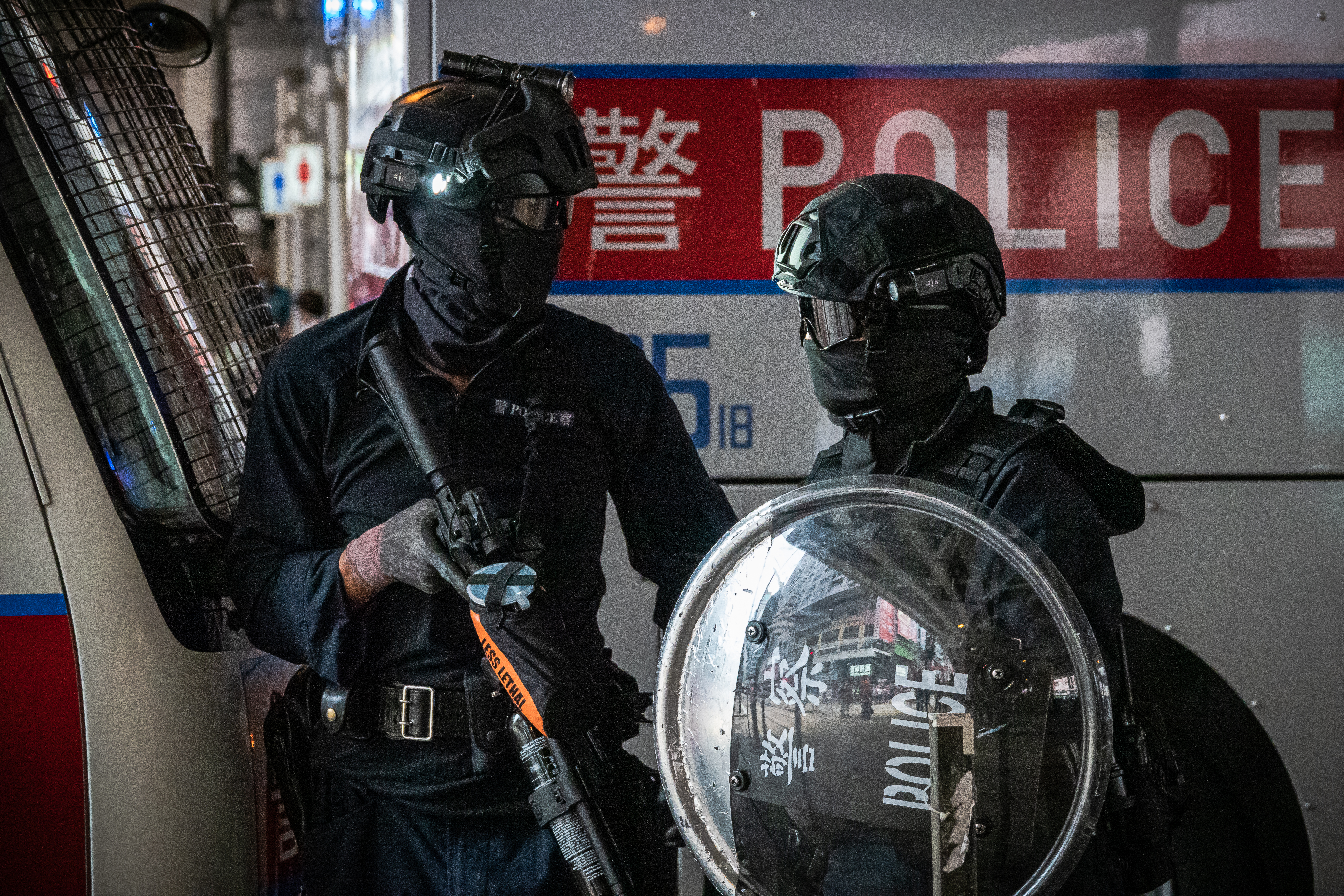
香港警察機動部隊總部特別戰術小隊

## 登場作品
自2010年代起，FAST頭盔開始廣泛的出現在大量的影視作品當中。由於登場作品太多，故僅列舉部份較具知名度的作品。

### 電影
- ：由參與海神之矛行動的美國海軍特種作戰開發組幹員（AOR-1數碼迷彩塗裝並裝上GPNVG-18全景式夜視儀）和中情局準軍事行動人員哈基姆（法瑞斯·法瑞斯飾）所使用。
- 《紅翼行動》：由前來營救的美國海軍陸戰隊員所配戴，奇怪地會出現於2005年。
- ：由美國緝毒局特種作戰小隊成員所使用。
- ：由聯邦調查局探員凱特·梅瑟（艾蜜莉·布朗飾）、中情局準軍事行動人員麥特·葛拉佛（喬許·布洛林飾）等人以及三角洲部隊的幹員在進入墨西哥販毒集團的巢穴搜捕毒犯期間所使用。
- ：黑色塗裝，部份裝上夜視儀，由中情局全球應變員工所使用。
- 《全面攻佔2：倫敦救援》：由美國陸軍三角洲部隊和假扮成他們的恐怖份子所使用。
- ：電影開頭由美軍特種作戰部隊所使用。
- 《摩天大樓》：由聯邦調查局人質拯救隊及香港警務處特別任務連所使用。

### 電視劇
- ：黑色塗裝，由洛杉磯警察局特種武器和戰術部隊隊員所使用。
- 《海豹突擊隊》：劇中出現多種塗裝和版本，由美國海軍特種作戰開發組、美國陸軍特種部隊、美國海軍陸戰隊突襲兵團、英國陸軍特種空勤團、俄羅斯聯邦安全局阿爾法小組、墨西哥海軍步兵、菲律賓海軍特種作戰群等多支登場特種部隊和軍事部隊所使用。

### 電子遊戲
- 《2》及重製版：為Carbon型，由美國陸軍第75遊騎兵團及影子連所使用，没有實際防禦效果。
- 《荣誉勋章》：只在單人模式中登場，由AFO海神所屬的美國海軍特種作戰開發組幹員所使用，奇怪地會出現於2002年。
- 《3》：由美國陸軍三角洲部隊及陸軍遊騎兵所使用，没有實際防禦效果。
- 《絕對武力：全球攻勢》：由美國海軍特種作戰開發群、美國空軍戰術空中管制部隊及德國陸軍特種部隊司令部幹員所使用，没有實際防禦效果。
- ：作品中出現多種迷彩塗裝的FAST頭盔，戰役模式中由美國海軍特種作戰開發組（AOR1迷彩塗裝）及波蘭武裝力量行動應變及機動組所使用。聯機模式中登場的部份特種部隊單位也有使用，没有實際防禦效果。
- 《4》：卡其色塗裝，由美國海軍陸戰隊（在聯機模式時只有突擊兵配戴）所使用，没有實際防禦效果。
- 《逃離塔科夫》：為其中一款玩家可裝備的頭盔，具備一定防禦效果。
- 《叛亂：沙漠風暴》：由安全部隊士兵所使用，没有實際防禦效果。
- ：戰役模式中由美國海軍陸戰隊突襲兵團幹員和部份英國特種空勤團幹員（包括約翰·普萊斯）所使用。聯機模式中也為“同盟”陣營“軍事模擬”幹員以及多名雙方陣營所屬的特戰兵所配戴，部份作為特定造型道具登場，没有實際防禦效果。
- 《戰地風雲2042》：没有實際防禦效果。
- 《嚴陣以待》：具有多種塗裝可供玩家選擇，分别由Los Suenos警察局（LSPD）特種武器和戰術部隊及聯邦調查局人質拯救隊所使用，具備一定防禦效果。
- 《地面部隊》（Ground Branch）：可由玩家角色所使用。
- 《決勝時刻：現代戰爭II 2022》：戰役模式中由141特遣隊、影子部隊和墨西哥特種部隊所使用。聯機模式中也由多名雙方陣營的特戰兵所配戴，没有實際防禦效果。

### 輕小說
- 《刀劍神域外傳 Gun Gale Online》：在插畫中可見新型AI所配戴的頭盔正是FAST Ballistic。